# Trachionichia
Per trachionichia in campo medico, s'intende una forma di onicopatia, cioè una patologia delle unghie. Quando l'alterazione della lamina ungueale coinvolge tutte le dita delle mani e dei piedi si parla di distrofia delle venti dita.

## Caratteristiche
La lamina (parte dell'unghia) presenta colore opaco, fragilità e mostra una superficie irregolare.

## Tipologia
Caratteristica è la forma completa definita distrofia delle venti dita, che si suddivide a sua volta in due differenti tipologie.

## Eziologia
Elementi che causano la trachionichia sono l'alopecia areata, il lichen planus e la psoriasi.